# Кубинско-малайзийские отношения
Кубинско-малайзийские отношения — двусторонние дипломатические отношения между Кубой и Малайзией. Дипломатические отношения были установлены 6 февраля 1975 года, Куба открыла посольство в Куала-Лумпуре в 1997 году, а Малайзия открыла представительство в Гаване в феврале 2001 года. Государства являются членами Группы 77, Движения неприсоединения и Организации Объединённых Наций.

## Культурный обмен

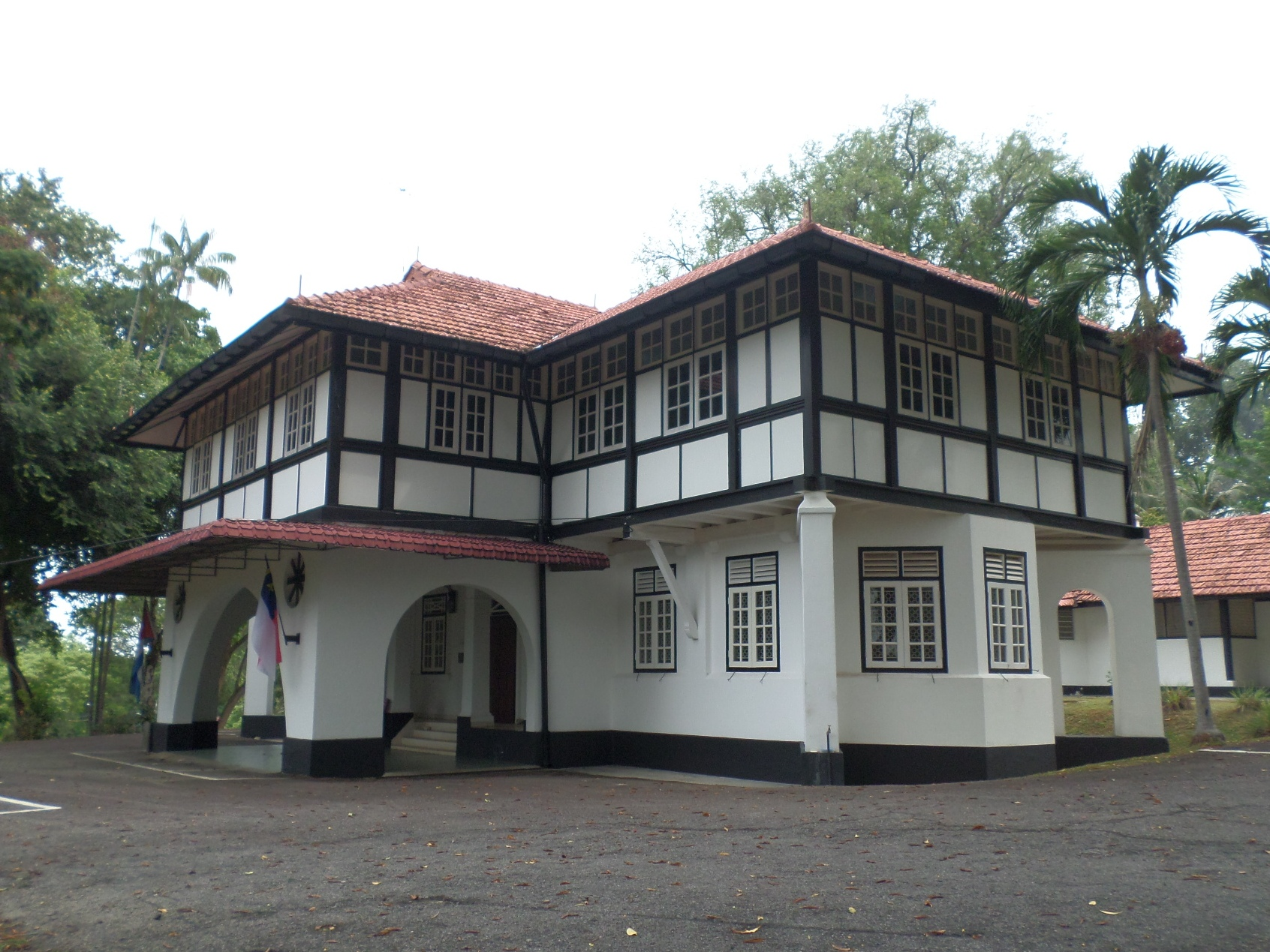
Кубинский дом в Малакке

Кубинское посольство в Малайзии управляет художественной галереей под названием «Кубинский дом» в бунгало в Малакке, для продвижения работ кубинских художников, таких как: картины, литографии и керамика.

## Экономические отношения
В 2001 году Малайзия предоставила Кубе кредит на пальмовое масло в размере 10 млн долларов США для покупки 35 000 тонн в рамках схемы Кредитования и оплаты пальмового масла (POCPA). Государства сотрудничают в области биотехнологий в области исследований и производства вакцин. Кубинское правительство предоставило стипендии малазийским студентам для продолжения обучения в области медицины и гуманитарных наук на Кубе.
До 2014 года отношения ограничивались биотехнологиями и культурой, затем Куба заявила о заинтересованности в дальнейшем расширении контактов в других областях, таких как здравоохранение, туризм и образование. В 2016 году малайзийская сторона также стремилась расширить отношения, пригласив кубинские компании принять участие в крупных торговых выставках, организуемых страной каждый год, и ратифицировала позицию своей страны против экономической блокады карибского государства. В 2018 году Куба направила Малайзии приглашение изучить возможность производства кубинских вакцин в стране.